# NGC 5639B
NGC 5639B је спирална галаксија у сазвежђу Волар која се налази на NGC листи објеката дубоког неба.
Деклинација објекта је + 30° 24' 23" а ректасцензија 14h 28m 57,1s. Привидна величина (магнитуда) објекта NGC 5639 износи 15,4 а фотографска магнитуда 16,2.